# Erasmus von Manteuffel-Arnhausen

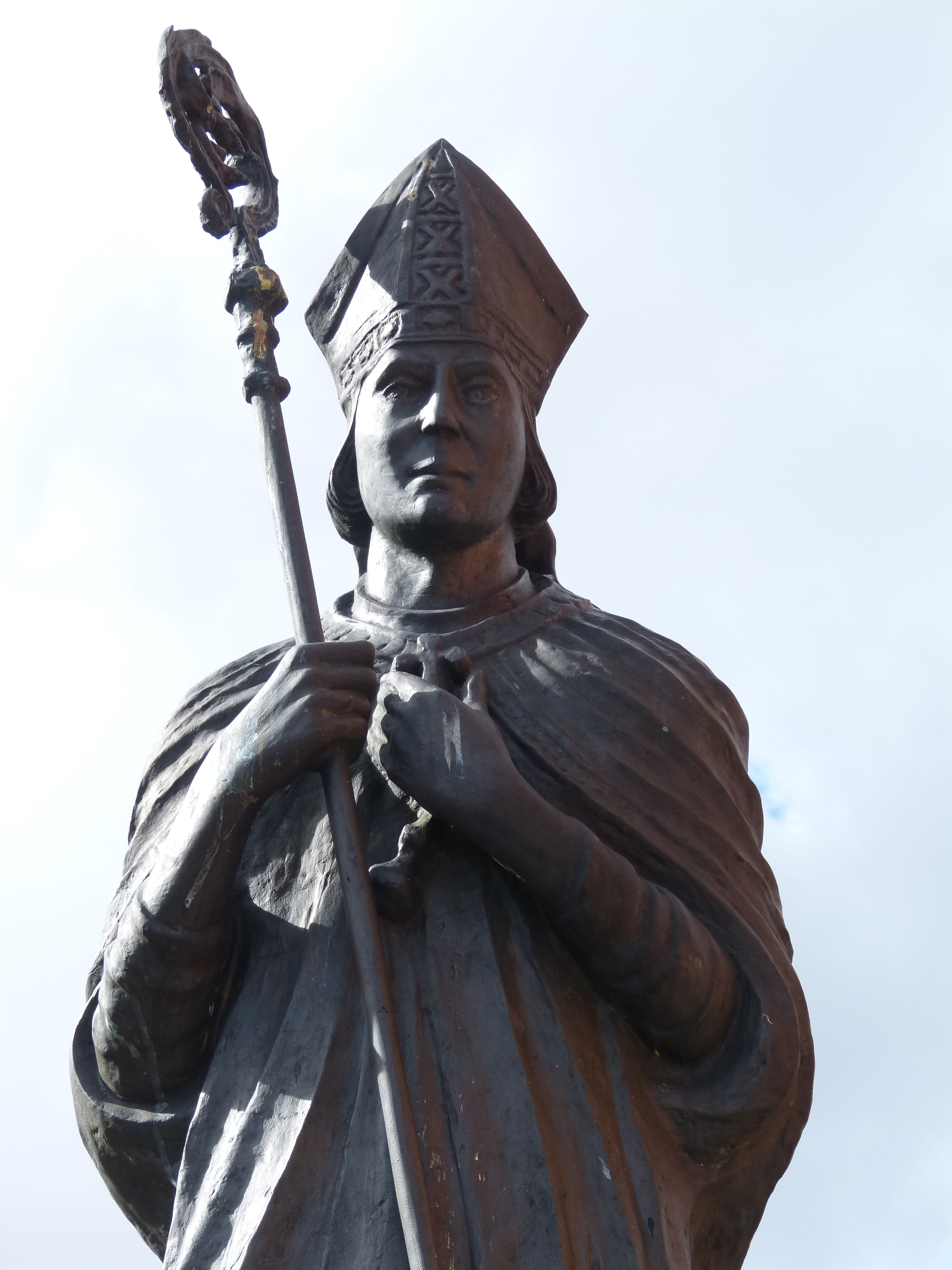
Statue des Erasmus von Manteuffel, Bad Polzin

Erasmus von Manteuffel-Arnhausen, auch Manduuel, (* um 1475 in Arnhausen in Pommern; † 27. Januar 1544 in Bast) war der letzte Bischof von Cammin vor der Einführung der Reformation in Pommern.

## Leben und Leistungen

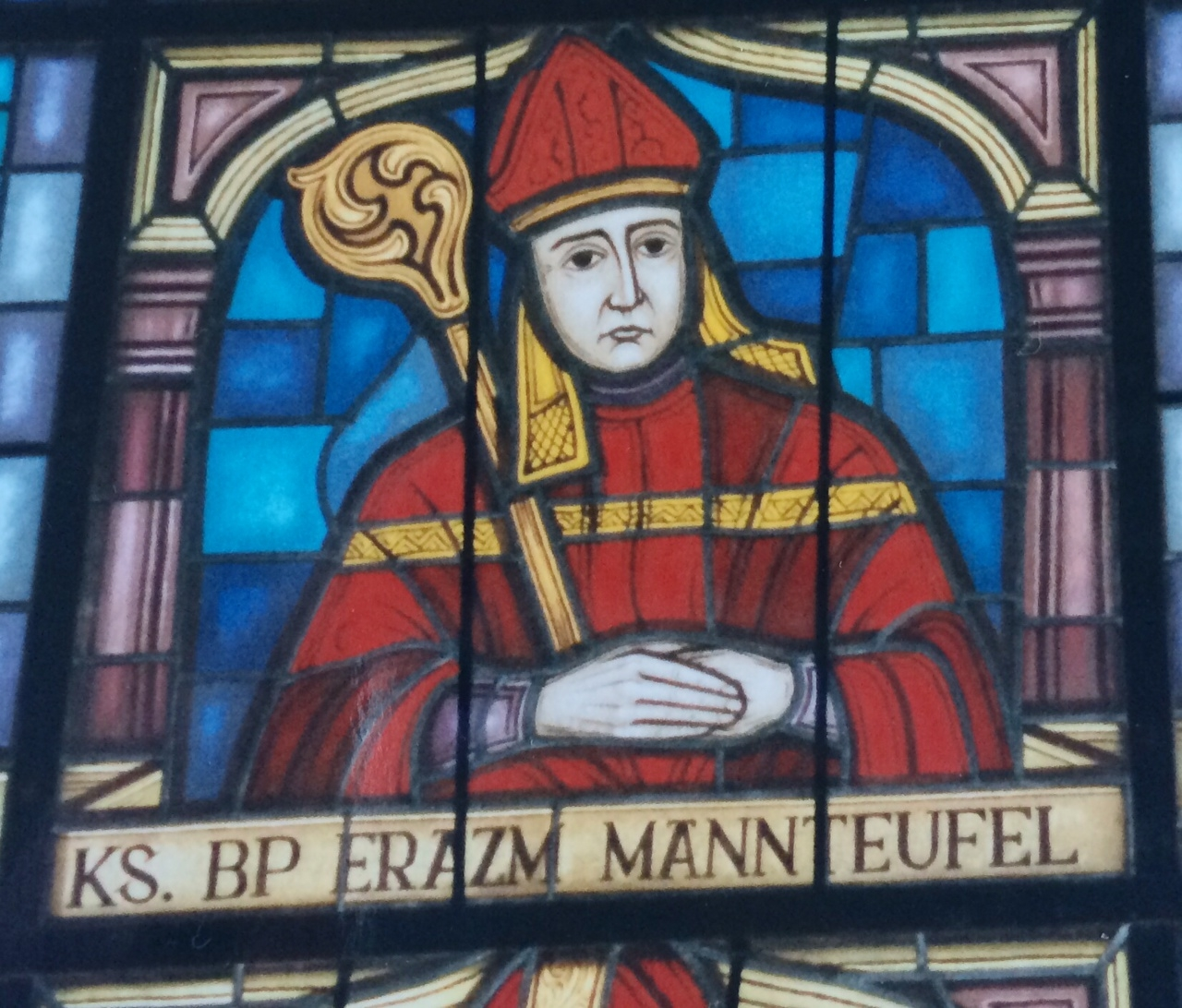
Marienkirche (Połczyn-Zdrój): Darstellung des Erasmus v. Manteuffel

Manteuffel entstammte  väterlicherseits der  pommerschen Adelsfamilie Manteuffel. Sein Vater war der herzogliche Rat Eghard von Manteuffel, seine Mutter Gertrud eine geborene von Borcke. Manteuffel erschien bereits 1491 im Besitz einer Vikarie an der Marienkirche zu Polzin. 
Später studierte an den Universitäten  Greifswald, Leipzig und Bologna, wo er 1503 den akademischen Grad eines Lizentiaten der Rechte erwarb. Noch im gleichen Jahr wurde er Dekan am Kollegialkapitel der Marienkirche.  

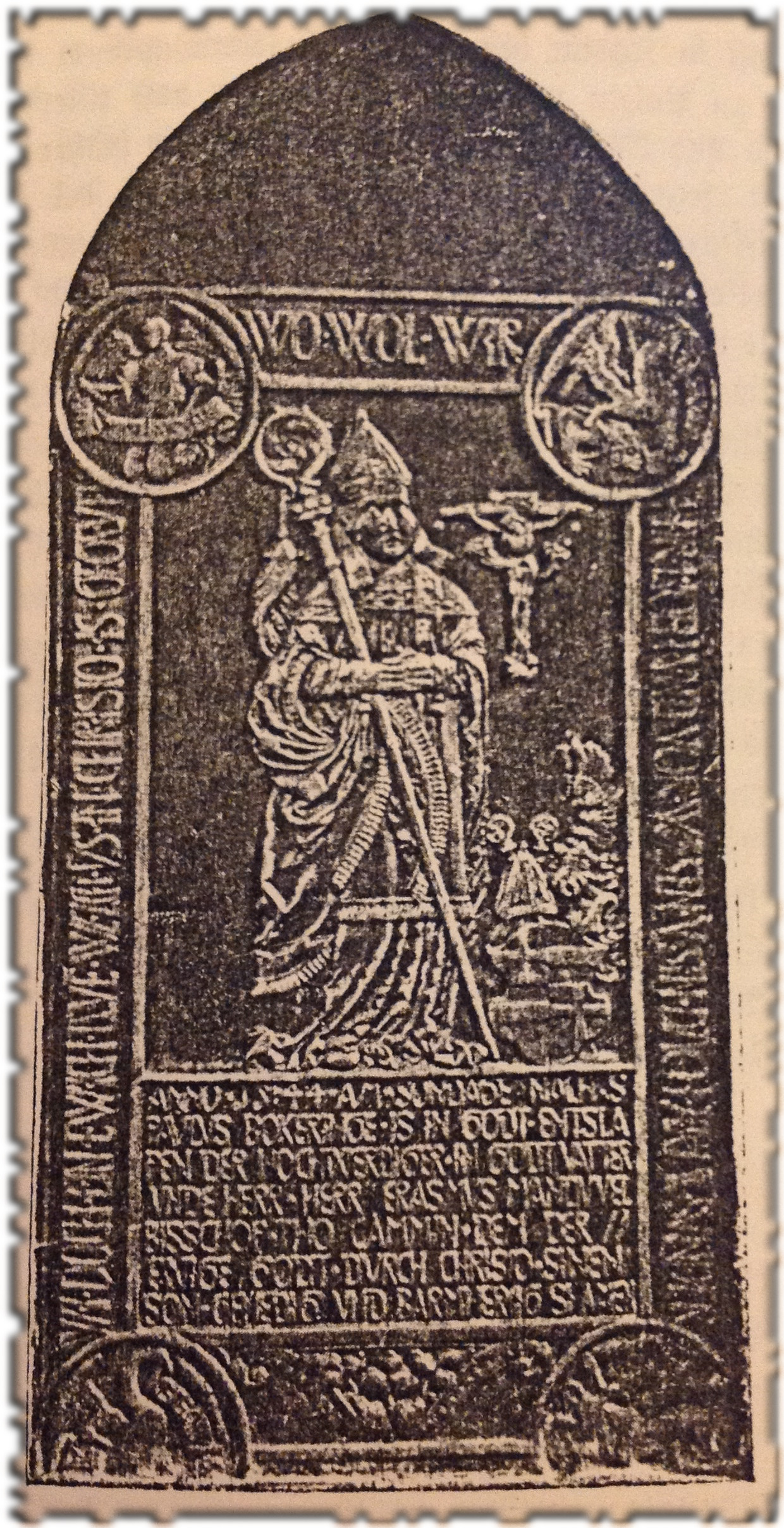
Kenotaph des Erasmus v. Manteuffel in der Marienkirche zu Polzin

Um 1504 trat er in den Dienst des Herzogs Bogislaw X. von Pommern. Um 1509 wurde er Lehrer und Reisebegleiter von dessen ältestem Sohn, Georg I. (1493–1531). Manteuffel erhielt Kanonikate in Stettin und Cammin. Später wurde er, neben seiner Tätigkeit als herzoglicher Rat, Archidiakon von Pasewalk.
Der Bischof von Cammin, Martin Carith, setzte Erasmus von Manteuffel 1518 als seinen Koadjutor ein. Die teuer erkaufte Bestätigung durch Papst Leo X. – Manteuffel musste sich gegen den Konkurrenten Graf Wolfgang von Eberstein durchsetzen – erfolgte 1519. Nachdem  Bischof Carith 1521 verstorben war, trat Manteuffel 1522 dessen Nachfolge an. 
Bereits in seinen ersten Amtsjahren als Bischof wurde Manteuffel mit der reformatorischen Bewegung in Pommern konfrontiert. Er lehnte die lutherische Lehre  strikt ab und forderte von Bogislaw X. die Durchführung des Wormser Edikts.  Er fand jedoch bei Bogislaw X. und Georg I. wenig Gehör. Auch nach dem Tod Bogislaws X. gelang es ihm nicht, dessen Nachfolger umzustimmen.  Diese votierten auf dem  Landtag zu Treptow an der Rega im Dezember 1534 vielmehr für die reformatorischen Neuerungen, wogegen Manteuffel Einspruch erhob.  Nach einer Unterredung mit Herzog Barnim IX. schien Manteuffel der Einführung der von Johannes Bugenhagen ausgearbeiteten Kirchenordnung zustimmen zu wollen. Nach einer erbetenen Bedenkzeit verweigerte  er 1535 jedoch unter Hinweis auf seine Reichsunmittelbarkeit als Bischof von Cammin seine Zustimmung. Er verklagte die Herzöge beim Reichskammergericht.
Im Jahr 1541 sollte die 1532 zwischen den Herzögen Philipp I. und Barnim IX. vorgenommene Landesteilung rechtlich geregelt werden. Dazu wurde der Bischof aufgefordert, die Augsburger Konfession (Confessio Augustana, 1530) anzuerkennen, die römischen Zeremonien aufzugeben, auf die Besetzung der Prälaturen und Kanonikerstellen und auch auf die Reichsunmittelbarkeit zu verzichten. Wieder lehnte der Bischof nach einer längeren Bedenkzeit 1542 ab, unterstützt von den Stiftsständen und der Stadt Kolberg. Durch Erlasse versuchte er, den katholischen Glauben wenigstens im Gebiet des Stifts von Cammin, wo er Landesherr war, zu erhalten. Doch mit ihrem Erbvertrag von Stettin  von 1541 hatten die Herzöge die Handlungsmöglichkeiten des Bischofs beträchtlich eingeschränkt. Dem kirchenpolitischen Druck war Manteuffel nicht gewachsen.
Im Januar 1544 starb Bischof Erasmus von Manteuffel-Arnhausen in seinem Jagdschloss in Bast bei Köslin an einen Schlaganfall. Seine Beisetzung fand in der Marienkirche zu Polzin statt Anmerkung, einem alten Manteuffelschen Besitz. Auf seinem Kenotaph ist zu lesen: Anno 1544 Am Sondage nach S. Paulus Bockeringe is in Godt  entslapen der hochwerdiger in Godt Vatter unde Herr Herr Erasmus Manduvel Bischop tho Cammin, dam der IIIeinige Godt durch Christo sinen Son gnedig und barmhertig si. Amen. Und weiter: Wo woll Wir hier liegen un verwesen. An sin doch arme Sunder gewesen. So loben wir doch ein ewig Leven. Welch us in Christo is gegeben.
Sein Nachfolger, der verheiratete herzoglich stettinische Kanzler Bartholomäus Suawe,  verzichtete beim Amtsantritt zugunsten der Herzöge auf die Reichsunmittelbarkeit. Er  machte damit den Weg frei zur Einführung der reformatorischen pommerschen Kirchenordnung und wurde so der erste evangelische Bischof des Bistums Cammin.